# Ambrósio Henriques da Silva Pombo
Ambrósio Henriques da Silva Pombo, primeiro barão de Jaguarari, (Belém, 31 de julho de 1803 — 16 de setembro de 1837) foi um nobre brasileiro.
Filho de Joaquim Clemente da Silva Pombo e Maria José do Carmo de Oliveira e Silva, foi agraciado barão em 31 de julho de 1830. Era fazendeiro no Pará.